# Viverone
Viverone é uma comuna italiana da região do Piemonte, província de Biella, com cerca de 1.411 habitantes. Estende-se por uma área de 12 km², tendo uma densidade populacional de 118 hab/km². Faz fronteira com Alice Castello (VC), Azeglio (TO), Borgo d'Ale (VC), Piverone (TO), Roppolo, Zimone.

## Demografia
| Variação demográfica do município entre 1861 e 2011                               |
|                                                                                   |
| Fonte: Istituto Nazionale di Statistica (ISTAT) - Elaboração gráfica da Wikipedia |